# Channaiahgaripalli, Srinivaspur
Channaiahgaripalli là một làng thuộc tehsil Srinivaspur, huyện Kolar, bang Karnataka, Ấn Độ.